# Złotokret
Złotokret (Chrysochloris) – rodzaj ssaków z podrodziny złotokretów (Chrysochlorinae) w obrębie rodziny złotokretowatych (Chrysochloridae).

## Rozmieszczenie geograficzne
Rodzaj obejmuje gatunki występujące w środkowej i południowej Afryce.

## Morfologia
Długość ciała samic 94–114 mm, samców 100–123 mm, długość tylnej stopy samic 11–14 mm, samców 9–14 mm; masa ciała około 42 g.

## Systematyka
Rodzaj zdefiniował w 1799 roku francuski przyrodnik Bernard Germain de Lacépède w rozdziale o tytule Tabela podziałów, podgrup, rzędów i rodzajów ssaków opublikowanym w publikacji własnego autorstwa zatytułowanej Przemówienia otwierające i zamykające kurs historii naturalnej, wygłaszane w Narodowym Muzeum Przyrodniczym, Rok VII Republiki oraz tablice metodyczne ssaków i ptaków. Gatunkiem typowym jest (oryginalne monotypowe) złotokret zwyczajny (Ch. asiatica).

### Etymologia
- Chrysochloris (Chrysoris, Chrysochlora): gr. χρυσος khrusos ‘złoto’; χλωρος khlōros ‘zielony, zielono-żółty’[13].
- Aspalax: gr. ασπαλαξ spalax, ασπαλακος spalakos ‘kret’[14]. Gatunek typowy: Wagler wymienił dwa gatunki – Talpa inaurata Schreber, 1777 (= Talpa asiatica Linnaeus, 1758) i Talpa rubra Linnaeus – nie określając typu nomenklatorycznego.
- Ducantalpa: Ducan (= Tucan), Gujana; łac. talpa ‘kret’[15]. Gatunek typowy (oryginalne monotypowe): Chrysochloris rubra Daudin, 1802 (= Talpa asiatica Linnaeus, 1758).
- Engyscopus: gr. εγγυς engus ‘blisko’; σκοπος skopos ‘poszukiwacz’, od σκοπεω skopeō ‘badać’[16].
- Kilimatalpa: Kilimanjaro (pol. Kilimandżaro), Tanzania; łac. talpa „kret”[7]. Gatunek typowy (oryginalne oznaczenie): Chrysochloris stuhlmanni Matschie, 1894.

### Podział systematyczny
Do rodzaju należą następujące występujące współcześnie gatunki zgrupowane w dwóch podrodzajach:
| Podrodzaj     | Grafika | Gatunek                  | Autor i rok opisu | Nazwa zwyczajowa      | Podgatunki         | Rozmieszczenie geograficzne | Podstawowe wymiary                | Status IUCN |
| ------------- | ------- | ------------------------ | ----------------- | --------------------- | ------------------ | --- | --------------------------------- | ----------- |
| Kilimatalpa   |         | Chrysochloris stuhlmanni | Matschie, 1894    | złotokret ruwenzorski | 5 podgatunków      | niejednolicie od Kamerunu do Tanzanii (góra Oku, Yambuya i Kisangani, góry Ruwenzori, góra Elgon, wzgórza Cherang’any, góry Ulguru i Rungwe); zakres wysokości: 1700–3500 m n.p.m. | DC: 10,3–12,3 cm MC: około 42 g   | LC          |
| Chrysochloris |         | Chrysochloris asiatica   | (Linnaeus, 1758)  | złotokret zwyczajny   | gatunek monotypowy | endemit Południowej Afryki: Prowincje Przylądkowa Północna i Zachodnia | DC: 9,4–11,5 cm MC: brak danych   | LC          |
| Chrysochloris |         | Chrysochloris visagiei   | Broom, 1950       | złotokret reliktowy   | gatunek monotypowy | endemit Południowej Afryki: Prowincja Przylądkowa Północna (znany tylko z miejsca typowego)                                                                                        | DC: około 10,6 cm MC: brak danych | DD          |

Kategorie IUCN:  LC  – gatunek najmniejszej troski,  DD  – gatunki o nieokreślonym stopniu zagrożenia.
Opisano również gatunki wymarłe z pliocenu Południowej Afryki nie przypisane do żadnego z powyższych podrodzajów:
- Chrysochloris arenosa Asher & Avery, 2010[20]
- Chrysochloris bronneri Asher & Avery, 2010[21]